# Dacus xanthinus
Dacus xanthinus är en tvåvingeart som beskrevs av White och Goodger 2009. Dacus xanthinus ingår i släktet Dacus och familjen borrflugor.
Artens utbredningsområde är Nigeria. Inga underarter finns listade i Catalogue of Life.